# Mërgim Mavraj
Mergim Mavraj (Hanau, 9 de junio de 1986) exfutbolista albanés que jugaba de defensa.

## Selección nacional
Fue internacional con la selección de fútbol sub-21 de Alemania además de ser internacional con la selección de fútbol de Albania.

## Clubes
| Club                 | País     | Año       |
| -------------------- | -------- | --------- |
| SV Darmstadt 98      | Alemania | 2007      |
| VfL Bochum           | Alemania | 2007-2011 |
| SpVgg Greuther Fürth | Alemania | 2011-2014 |
| 1. F. C. Colonia     | Alemania | 2014-2016 |
| Hamburgo S. V.       | Alemania | 2017-2018 |
| Aris Salónica F. C.  | Grecia   | 2018-2019 |
| F. C. Ingolstadt 04  | Alemania | 2019      |
| SpVgg Greuther Fürth | Alemania | 2019-2021 |
| Türkgücü Múnich      | Alemania | 2021-2022 |